# Muhallabides
 (octobre 2014).
Si vous disposez d'ouvrages ou d'articles de référence ou si vous connaissez des sites web de qualité traitant du thème abordé ici, merci de compléter l'article en donnant les références utiles à sa vérifiabilité et en les liant à la section « Notes et références ».

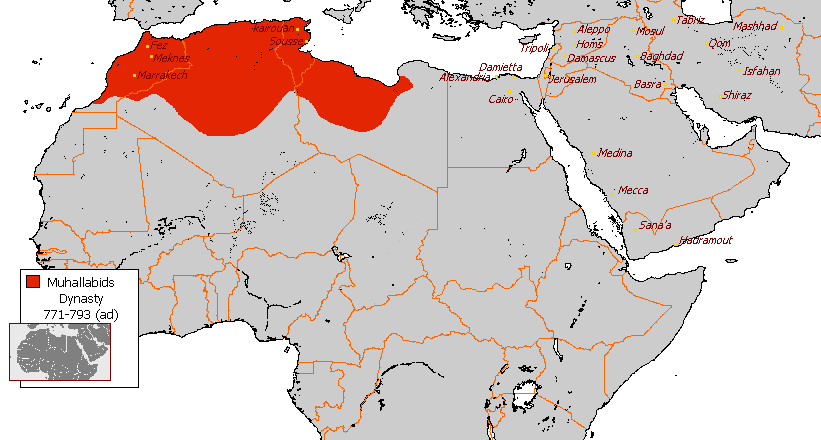
Dynastie des Mullahabides, 771-793.

Les Muhallabides sont une famille d'origine arabe, d'abord au service du Califat omeyyade de Damas puis du Califat abbasside et dont les membres gouvernent successivement Bassorah et l'Ifriqiya.

## Histoire
Les fondateurs de la fortune de la famille étaient Al-Muhallab ibn Abi Suffrah (632 - 702) et son fils Yazid ben al-Muhallab (672-720), gouverneur du Khorassan (Perse) et de l'Irak, qui a dirigé une rébellion contre les Omeyyades réussie à Bassorah en 720. En dépit de sa défaite et de sa mort, la famille est restée influente dans sa base de pouvoir de Bassorah, et à l'époque de la Révolution abbasside et cela malgré le soutien de certains Muhallabides à la révolte alide de Muhammad al-Nafs al-Zakiyya, le nouveau régime abbasside a récompensé leur soutien avec les gouvernorats de Bassorah, mais le plus souvent au Maghreb, où la famille a régné en succession ininterrompue de 768 à 795. 
Le Maghreb sous leur domination connut une période de prospérité, surtout l'agriculture a été revigorée par l'expansion des systèmes d'irrigation. Les Muhallabides maghrébins jouissaient d'une grande autonomie et furent en mesure de maintenir le pouvoir arabe face à la révolte des Berbères. Ils sont incapables cependant d'empêcher la formation de l’Émirat idrisside au Maghreb al-Aqsa et de l'Imamat ibadite rostémide au Maghreb central.
La famille a perdu le pouvoir pendant et après la quatrième Fitna, lorsque les familles arabes traditionnelles ont commencé à être de plus en plus mises à l'écart par des généraux turcs et perses du calife al-Ma'mûn. L'un des rares membres de la famille qui se sont levés ensuite au pouvoir fut Abu Muhammad al-Hasan al-Muhallabi.
À la chute de la famille Muhallabides, Ibrahim ibn al-Aghlab, de la tribu Banu Tamim, fonde la dynastie des Aghlabides en Ifriqiya. Un Émirat autonome, nominalement affilié au Califat abbasside.